# Sarah Marty
Pour les articles homonymes, voir Marty.
Sarah Marty est une scripte, assistante-réalisatrice, productrice et écrivaine française. Elle est diplômée de l'École supérieure d'études cinématographiques.

## Carrière au cinéma
Sarah Marty est diplômée de l'École supérieure d'études cinématographiques.
Elle commence son activité au cinéma avec le cinéaste François Reichenbach. À sa mort il lui lègue ses biens et elle gère les droits de ses films. Elle confie : « il m’a appris à travailler dans l’urgence et lui a offert son regard sur le monde plein d’amour et de générosité ».  Elle organise la rétrospective de François Reichenbach en 2015 à la Cinémathèque française.
De 1985 à 2018 elle est scripte au cinéma, à la télévision et assistance réalisatrice sur des publicités et des longs-métrages. Elle a également rédigé des critiques de théâtre.
Elle a notamment travaillé sur les films : 
- D'Artagnan de Peters Hyams avec Justin Chambers et Catherine Deneuve ;
- Ça reste entre nous de Martin Lamotte avec Catherine Frot, Stéphane Freiss ;
- Les 20 ans d'Odyssud avec Pierre Arditi, Michel Boujenah et Michel Bouquet.

## Publications
Pour son premier roman, Soixante Jours, aux éditions Denoël, elle reçoit le prix Pèlerin du témoignage 2018 et le Prix spécial du jury du Prix littéraire Matmut 2018 dans lequel Sarah Marty raconte sa rencontre et ses dialogues avec Yoldas, un kurde qui a fui la Turquie. Ces deux êtres que tout oppose vont se raconter leur histoire.
En 2020, elle publie un roman coup de poing, Juste après l'amour, aux éditions Denoël qui dénonce la forme de violence qui détruit les êtres à force de mensonge et de trahison.
En mai 2023, elle publie Des mots dans l'océan aux éditions Magellan & Cie et remporte en 2025 le Prix Chronos de littérature (catégorie CM1/CM2). La suite, Les mystères de Miss Flins, est également publiée aux éditions Magellan & Cie en 2025.